# Monteux
Monteux är en kommun i departementet Vaucluse i regionen Provence-Alpes-Côte d'Azur i sydöstra Frankrike. Kommunen ligger i kantonen Carpentras-Sud som tillhör arrondissementet Carpentras. År 2022 hade Monteux 13 159 invånare.

## Befolkningsutveckling
Antalet invånare i kommunen Monteux
| Referens: INSEE |